# CITES

Țări semnatare

CITES (Convenția privind Comerțul Internațional cu Specii Periclitate de Faună și Floră Sălbatică, cunoscută și ca Convenția de la Washington) este un tratat multilateral, rezultat al unei rezoluții adoptate în 1963 la o întâlnire a IUCN. Convenția a fost deschisă pentru semnătură în 1973, iar CITES a intrat în vigoare la 1 iulie 1975. Scopul său este de a asigura că comerțul internațional de animale și plante sălbatice nu duce la dispariția acestor specii în sălbăticie. Acoperă peste 34.000 de specii de animale și plante.